# Pentamerie
Pentamerie ist der biologische Fachausdruck für fünfstrahlige Radiärsymmetrie, ein einmaliges Phänomen im Tierreich. Sie ist eine gemeinsame Eigenschaft der Stachelhäuter (Echinodermata), wird aber als sekundäre Pentamerie bezeichnet. Die Larven der Echinodermaten sind morphologisch betrachtet bilateral-symmetrisch und entwickeln erst im späteren Lebensverlauf und infolge einer Metamorphose eine ausgeprägte Radiärsymmetrie. Dies ist besonders gut an den Asteroidea (Seesternen) zu erkennen; bei den anderen Klassen der Echinodermaten findet man diese im Tierreich einmalige morphologische Ausprägung aber ebenfalls.
Die Fünfstrahligkeit entsteht – genetisch in Richtung von fünf Radien gesteuert – beim Wachsen des (außenliegenden) Skeletts, des  Stereoms – durch die Wirkung eigener Zellverbände (Sclerocyten). Das entstehende Gebilde ist stark porös und netzartig – eine zugleich leichte und stabile Konstruktion – wie gut am Überrest eines Seeigels erkennbar ist. Die fünf sternförmig angeordneten Wachstumsradien enthalten ein System verschiedener Gefäße (Coelomräume) und Nervenbahnen.
Die fünfstrahlige Radiärsymmetrie kann bei vielen Pelmatozoa und auch bei einigen Seesternen gehäuft auftreten, sodass z. B. der Dornenkronenseestern ca. 20 Arme besitzen kann. Diese überlagerte Symmetrie entwickelt sich erst im Laufe der Individualentwicklung (Ontogenese), wobei das Tier zunächst als nur bilateral-symmetrische Larve besteht.
Zur speziellen Symmetrie der Stachelhäuter kommt noch der spezielle Gewebetyp des Mutablen Bindewegewebes (MCT, mutable connective tissue). Es erlaubt der Außenhülle der Echinodermata, ohne großen Energieaufwand und Muskelbewegung ihre Steifigkeit zu verändern und z. B. spezielle Filtrierstellungen zu erzielen. Auch können viele Stachelhäuter abgebissene Körperteile wieder neu anlegen. Die Stacheln selbst sind nach außen gewachsene Hohlformen des Skeletts aus Calciumcarbonat (CaCO3), die sich im Fall des Abbrechens besonders schnell regenerieren und über das mutabile Bindegewebe des Weiteren auch arretiert werden können.